# Onça Maneta
Onça Maneta é um personagem do folclore brasileiro. Esta lenda é muito evidenciada nas Regiões, Sudeste, Norte, Centro-Oeste. Trata-se de uma onça que perdeu uma das patas dianteiras numa luta contra caçadores. Desde esta luta a onça passou a possuir uma grande força misturada a uma raiva espantosa.
É um animal sinistro, muito forte, ágil, afoito e que parece sempre estar esfomeado. Seus ataques são ferozes e brutais. Suas vítimas sofrem ataques fatais. Seja de um só homem,um grupo de caçadores ou mesmo um grande rebanho, ela ataca com o mesmo ímpeto, sempre voraz. Como seu rastro deixa constatar,essa onça perdeu uma das patas dianteiras.